# Nectria curta
Nectria curta är en svampart som beskrevs av J. Webster 1993. Nectria curta ingår i släktet Nectria och familjen Nectriaceae.   Inga underarter finns listade i Catalogue of Life.